# John Henry Merryman
John Henry Merryman (* 24. Februar 1920 in Portland, Oregon; † 3. August 2015 in Palo Alto, Kalifornien) war ein US-amerikanischer Rechtswissenschaftler. Er war Professor an der Law School der Stanford University. Merrymans Schwerpunkte waren die Rechtsvergleichung und das Kunstrecht. In den Vereinigten Staaten gilt Merryman als Begründer des Rechtsgebietes Kunstrecht.

## Leben
John Henry Merryman studierte zunächst Musik an der University of Portland und dann Chemie. 1943 erlangte er den Grad eines Bachelors in Portland. Im folgenden Jahr erlangte er den Grad eines Masters an der University of Notre Dame. Hier begann er dann auch Rechtswissenschaft zu studieren. 1947 schloss er seine juristischen Studien mit dem Titel eines Juris Doctor (JD) ab. Er erlangte 1950 den Grad eines Master of Laws an der New York University Law School. 1955 promovierte Merryman zum Doctor of Juridical Science (S.J.D.) an der New York University.
Er lehrte bis 1953 an der Santa Clara University und erhielt dann den Ruf nach Stanford, wo er 1986 emeritiert wurde. Auch nach der Emeritierung hielt er im Frühlingssemester Vorlesungen zum Thema Kunstdiebstahl. Er war 1968 und 1969 Fulbright-Stipendiat am Max-Planck-Institut für ausländisches und internationales Privatrecht.
John Henry Merryman war mit der Kunsthändlerin Nancy Edwards († 2013) verheiratet.

## Werk
Während eines Italienaufenthaltes 1962 traf Merryman italienische Professoren der Rechtswissenschaften. Unter anderem mit Mauro Cappelletti verfasste er dann das schließlich 1967 erschienene Werk The Italien Legal System. An Introduction. Nachdem er 1968/1969 in Hamburg am Max-Planck-Institut für ausländisches und internationales Privatrecht war verfasste Merryman das Werk The Civil Law Tradition. An Introduction to the Legal Systems of Western Europe and Latin America. Gemeinsam mit seinem Schüler David S. Clark erarbeitete Merryman  das Werk Comparative Law - Western European and Latin American Legal Systems, Cases and Materials, das 1978 erschien.
1971 begann Merryman zunächst mit dem Kunsthistoriker Albert E. Elsen Vorlesungen zum Kunstrecht zu halten. die Vorlesungsreihe Law. Ethics, and the Visual Arts führte ab 1979 zur Herausgabe des in fünf Auflagen bis 2007 herausgegebenen Casebooks mit gleichen Namen. Die Vorlesungen waren durch die Tätigkeit der Ehefrau Merrymans im Kunsthandel angeregt worden. Merryman gründete das ab 1992 erscheinende Journal of Cultural Property.